# Copa da Escócia de 1963–64
A Copa da Escócia de 1963-64 foi a 79º edição do torneio mais antigo do futebol da Escócia. O campeão foi o Rangers F.C., que conquistou seu 18º título na história da competição ao vencer a final contra o Dundee F.C., pelo placar de 3 a 1.

## Premiação
| Copa da Escócia de 1963-64        |
| Escócia                           |
| --------------------------------- |
| Rangers F.C. Campeão (18º título) |